# Себастіан Ковальчик
Себастіан Ковальчик (пол. Sebastian Kowalczyk, нар. 22 серпня 1998, Щецин, Польща) — польський футболіст, півзахисник клубу «Погонь» (Щецин).

## Ігрова кар'єра

### Клубна
Себастіан Ковальчик є вихованцем клубу «Погонь» з рідного міста Щецин. У квітні 2017 року Ковальчик дебютував у першій команді в чемпіонаті Польщі. За час виступів у клубі Себастіан Ковальчик становився призером чемпіонату країни.

### Збірна
Себастіан Ковальчик захищав кольори юнацьких та молодіжної збірних Польщі. У березні 2021 року отримав виклик на матчі національної збірної Польщі проти команд Угорщини, Андори та Англії але на поле того разу так і не вийшов.

## Досягнення
Погонь
 Бронзовий призер чемпіонату Польщі (2): 2020/21, 2021/22